# 카라한 칸국
카라한 칸국(Kara-Khanid, 페르시아어: قَراخانيان)은 중앙아시아의 투르크계 칸국이다. 카라칸, 일레크칸 칸국라고도 한다. 독립적이고 강력한 국가로 군대를 대리고 중국 서부와 남부 지역들을 공격하여 60년간 지배한 기록도 있다. 주로 중국 한족들을 노예로 끌고 가서 소작으로 사용했다. 시조인 부그라칸은 남쪽의 카슈가르 지방에서 위세를 떨쳤으며 960년에 이슬람교로 개종한 것은 유명하다. 4대째 일레크칸은 사만 왕조를 멸망시켰으며(998), 파미르 서쪽의 오아시스 지대로 진출하여 왕조의 영역을 결정하였고, 그 곳의 투르키스탄화의 관철을 촉진시켰다. 그러나 그 통일이 약하고 각 지방 정권간의 항쟁이 격렬했으므로 1047년에는 파미르를 경계로 하여 동서가 분열 대립했다. 특히 서부는 가즈니 왕조에게 압박을 받고, 11세기 말에는 셀주크에 속하게 되었다. 1132년에는 동카라한 여러 도시가 카라키타이에 멸망하고 서부는 오구즈족의 셀주크에 병합되었다. 1212년 멸망하였다.

## 같이 보기
- 칸국
- 괵튀르크족
- 위구르 카간국
- 카를루크

## 참고 자료
- 이 문서에는 다음커뮤니케이션(현 카카오)에서 GFDL 또는 CC-SA 라이선스로 배포한 글로벌 세계대백과사전의 내용을 기초로 작성된 글이 포함되어 있습니다.